# Macrocentrus capensis
Macrocentrus capensis är en stekelart som beskrevs av Cameron 1906. Macrocentrus capensis ingår i släktet Macrocentrus och familjen bracksteklar. Inga underarter finns listade i Catalogue of Life.